# Ridderorden in Sikkim
Het Brits-Indische protectoraat Sikkim, later een protectoraat van de Republiek India, heeft pas in 1972 een ridderorde gesticht. Eerder werden in 1960 twee Onderscheidingen of decoraties ingesteld. Het zeer conservatieve en voor de buitenwereld gesloten land had weinig bemoeienis met de buitenwereld en diplomatieke contacten waren er jarenlang niet of nauwelijks.
- De Orde van het Juweel van Sikkim 1972